# Leonard Brzeziński-Dunin
Leonard Brzeziński-Dunin (ur. 13 września 1862 w Radomiu, zm. 5 kwietnia 1941 w Krakowie) – generał brygady Wojska Polskiego.

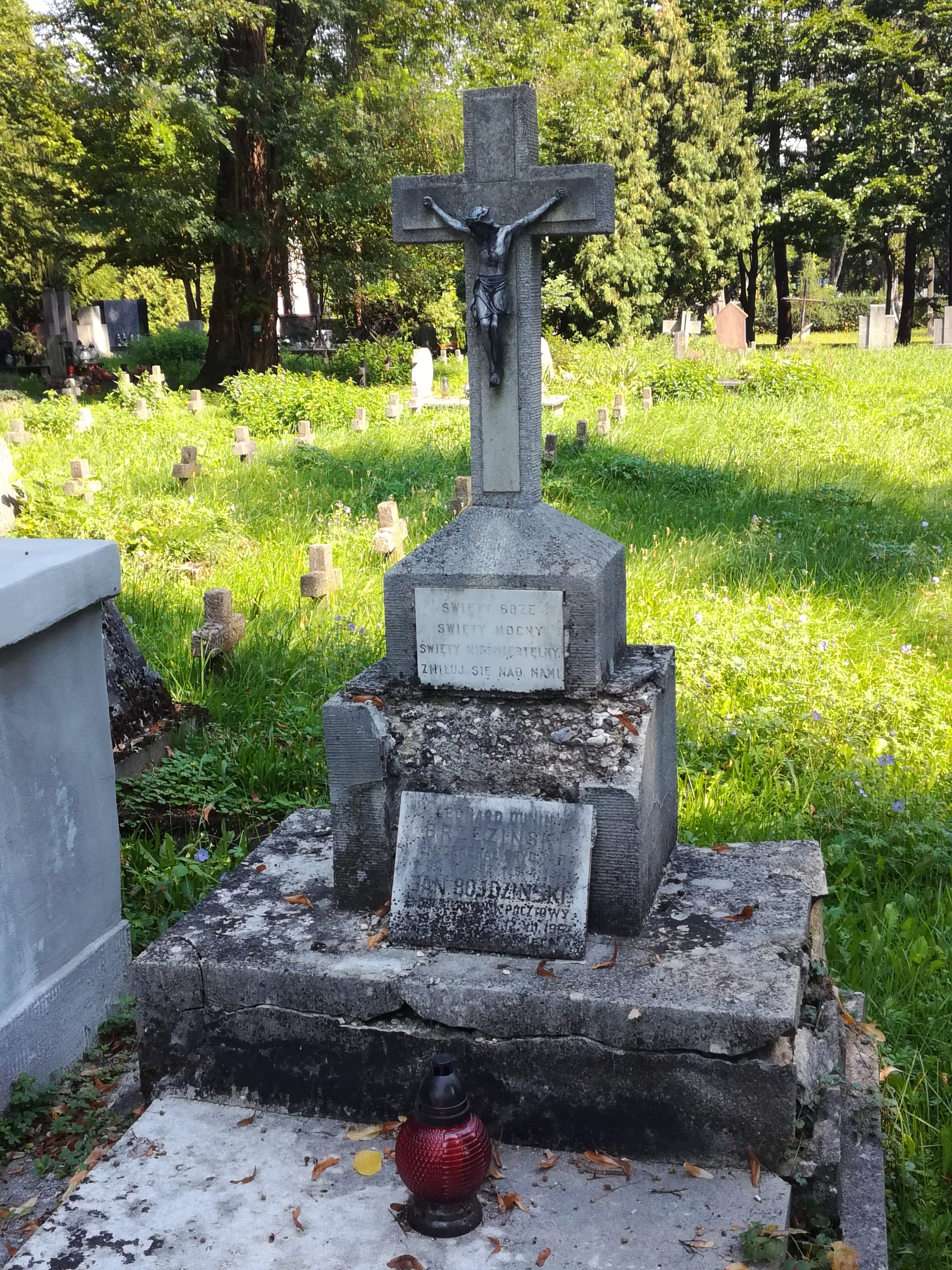
Grób gen. Leonarda Brzezińskiego-Dunina na cmentarzu przy Prandoty

## Życiorys
Absolwent progimnazjum o profilu wojskowym w Moskwie i Szkoły Junkrów w Odessie. W armii carskiej od 6 grudnia 1878 do 23 października 1917 roku pełnił służbę w Armii Imperium Rosyjskiego, awansując w niej na pułkownika. Uczestnik wojny rosyjsko-japońskiej i I wojny światowej.
Od grudnia 1918 roku dowódca Odrębnego Batalionu Kadrowego w 5 Dywizji Strzelców Polskich. Podczas walk dostaje się do niewoli bolszewickiej. Po powrocie do kraju od 24 grudnia 1921 roku pozostawał w rezerwie oficerów sztabowych Okręgu Korpusu VIII Toruń, w 1922 roku przeniesiony w stan spoczynku zamieszkał w Toruniu. Odznaczony Krzyżem Walecznych.
1 lipca 1928 został wybrany członkiem sądu koleżeńskiego założonego wówczas Związku Sybiraków.
Pochowany na Cmentarzu wojskowym przy ul. Prandoty w Krakowie (kwatera 5 woj.-płd.-8). W 2021 roku jego grób został odnowiony przez IPN. 